# Dragon Player
Dragon Player é um reprodutor de mídia simples para o ambiente de desktop KDE. É a continuação renomeada de um reprodutor de vídeo para KDE 3 chamado Codeine, que foi originalmente criado e desenvolvido por Max Howell, e agora é desenvolvido por Ian Monroe com o novo nome para KDE SC 4. Como o Dragon Player faz uso do Phonon — uma API de multimídia que se conecta a qualquer um dos vários frameworks de multimídia — ele reproduz qualquer coisa que o framework de multimídia conectado suporte. Ele foi o reprodutor de vídeo padrão na versão do KDE 4 do Kubuntu de 8.04 a 14.10.

## Recursos
- Interface simples
- Retomada de vídeos
- Suporte para legendas
- Configurações de exibição de vídeo (brilho, contraste)
- Devido ao uso de Solid e Phonon, o Dragon Player é independente de qualquer framework multimídia ou camada de abstração de hardware (pode ser um detalhe muito importante).
- Suporta a reprodução de CDs e DVDs[3]